# لیپوش
لیپوش (به لاتین: Lipusz) یک روستا در لهستان است که در گمینا لیپوش واقع شده‌است.
 لیپوش  ۲٬۰۶۹ نفر جمعیت دارد و ۱۵۰ متر بالاتر از سطح دریا واقع شده‌است.